# 나나오 (모델)
나나오(영어: Nanao, 일본어: 菜々緒, 본명: 아라이 나나오(일본어: 荒井 菜々緒, 1988년 10월 28일 ~ )는 일본의 모델, 배우이다.

## 출연 작품

### 영화
- 지옥의 화원 (2021년) - 안도 주리 역
- 극장판 TOKYO MER ~달리는 긴급 구명실~ - 쿠라마에 나츠메 역
- 괴물 나무꾼 (2023년) - 토시로 란코 역